# 희진 (2000년)
희진(본명: 전희진(田姬振), 2000년 10월 19일~)은 대한민국의 가수이다. 걸 그룹 이달의 소녀의 멤버이자, 이달의 소녀에서 파생된 ARTMS의 멤버이다. 본관은 담양 전씨다.

## 생애
대전광역시에서 태어나 논산시, 김포시, 인천광역시에서 성장했다. 가족들을 따라 브라질에서 수 개월간 거주한 경험이 있다. 
2016년 9월, 블록베리 크리에이티브 소속 걸 그룹 이달의 소녀에서 첫 번째 멤버로 공개되었으며, 10월 5일 이달의 소녀의 이름으로 희진의 솔로 음반 《HeeJin》(희진)이 발매되었다. 이달의 소녀는 2018년 8월 19일 데뷔하였다.
2017년 9월, 이달의 소녀 멤버인 현진과 하슬과 함께 JTBC의 아이돌 서바이벌 프로그램 믹스나인에 출연하였다. 2018년 1월 마지막회에서 최종 4위를 기록하여 여자팀 데뷔조에 들었으나, 남자팀이 득표수를 여자팀보다 더 많이 받으면서 여자팀은 걸 그룹으로 데뷔하지 않았다.
2018년 8월 20일, 미니 1집 《[+ +]》(플러스  플러스)를 발매하며 이달의 소녀로 공식적으로 활동을 시작했다.
2022년 10월, 가상 캐릭터를 기반으로 한 서바이벌 오디션 《소녀 리버스》에 '리엔'이라는 이름으로 참가하였고, 최종 4위를 기록했다.
2023년, 블록베리 크리에이티브와의 전속계약 해지 관련 소송에서 승소하였고, 소속사를 모드하우스로 옮겼다.
2023년 10월 31일, 첫 솔로 앨범 발매를 했다.

## 학력
- 논산백석초등학교 (졸업)
- 쌘뽈여자중학교 (졸업)
- 한성여자고등학교 (졸업)

## 음반 외 활동

### 방송
| 연도 | 방송 | 제목                     | 역할                                           |
| ---- | ---- | ------------------------ | ---------------------------------------------- |
| 2018 | JTBC | 믹스나인                 | 참여자                                         |
| 2019 | MBC  | 미스터리 음악쇼 복면가왕 | 참가자 (다들 한 칸 아래로 내려가! 엔터레이디!) |
| 2020 | JTBC | 아는형님                 | 게스트                                         |

### 웹쇼
| 연도 | 제목            | 회로망       | 역할                              | 비고     |
| ---- | --------------- | ------------ | --------------------------------- | -------- |
| 2022 | 《소녀 리버스》 | 카카오페이지 | 오디션 참가자. 캐릭터 이름 '리엔' | 최종 4위 |

### 웹드라마
| 연도 | 제목              | 회로망 | 역할 | 비고 |
| ---- | ----------------- | ------ | ---- | ---- |
| 2023 | 《편의점 베짱이》 | CU     | 사랑 |      |

### 광고
- 2017년 한율(HANYUL) 광고영상
- 2018년 에이바자르(avajar)
- 2018년 LG전자 Q7 광고영상
- 2018년 스낵월드 버서스
- 2019년 롯데하이마트

### 뮤직비디오
- 2020년 벤 - 나쁜놈
- 2021년 딘딘, 민경훈 - 사랑하지 말 걸 그랬나 봐요.